# Ixcaquixtla (kommun i Mexiko)
Ixcaquixtla är en kommun i Mexiko.   Den ligger i delstaten Puebla, i den sydöstra delen av landet, 170 km sydost om huvudstaden Mexico City.
Följande samhällen finns i Ixcaquixtla:
- San Juan Ixcaquixtla
- San Juan Nepomuceno
- Santa Cecilia Clavijero
- Barrio de Dolores
- Pixtiopan